# Maskeringsförbud

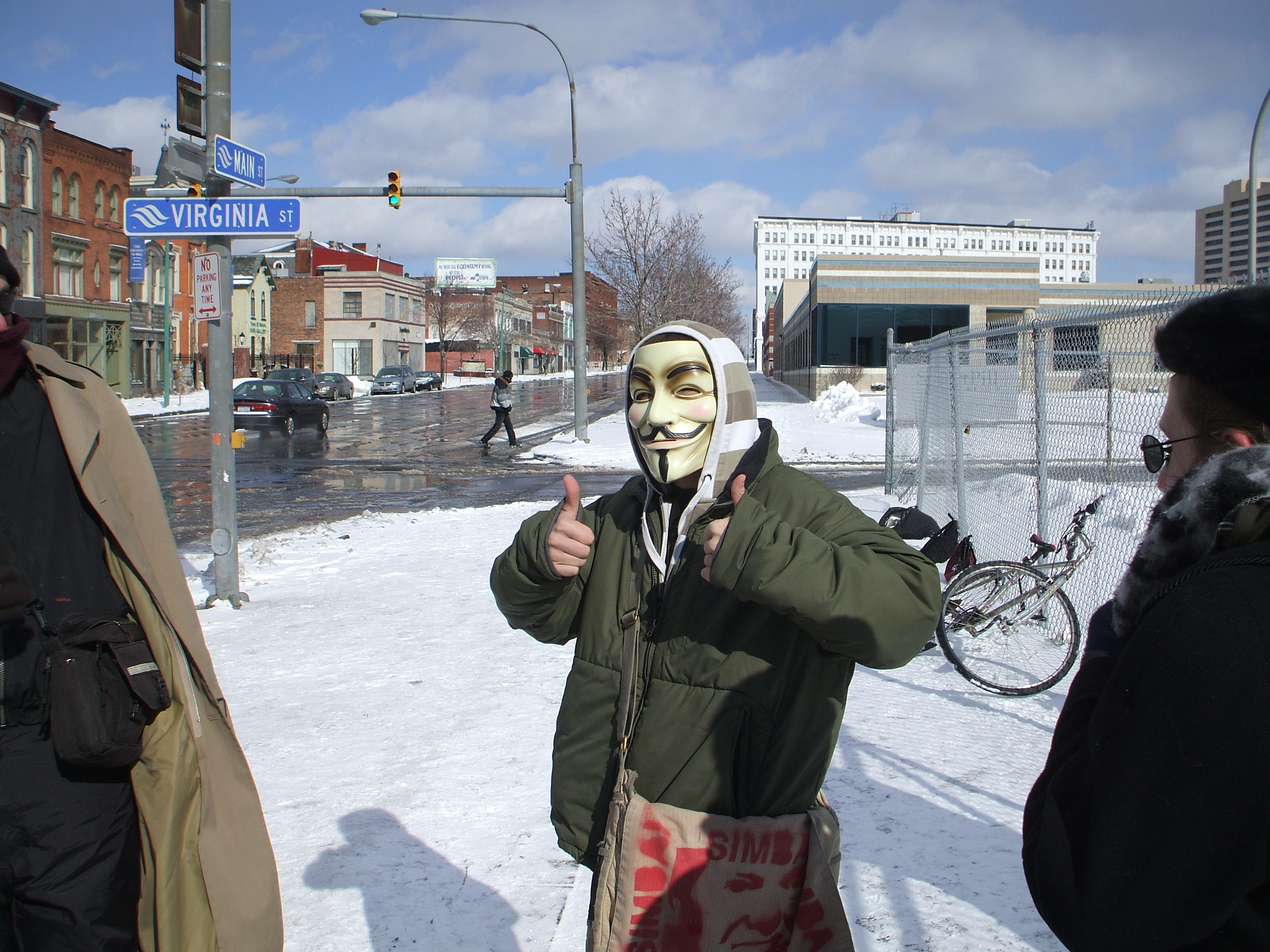
Maskerad demonstrant i Buffalo, New York, som bryter mot det där rådande maskeringsförbudet

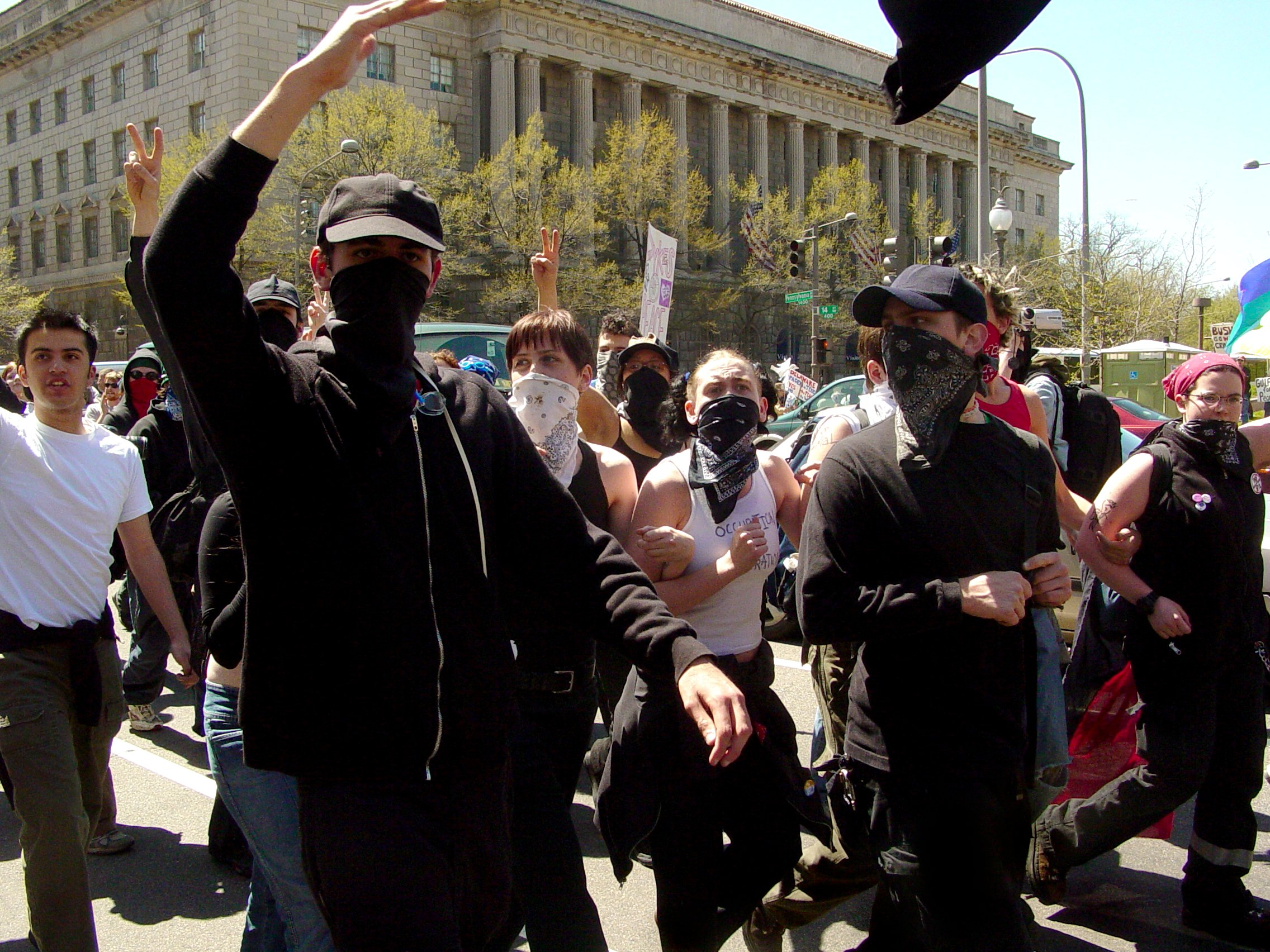
Maskerade demonstranter i Washington, D.C. 2003

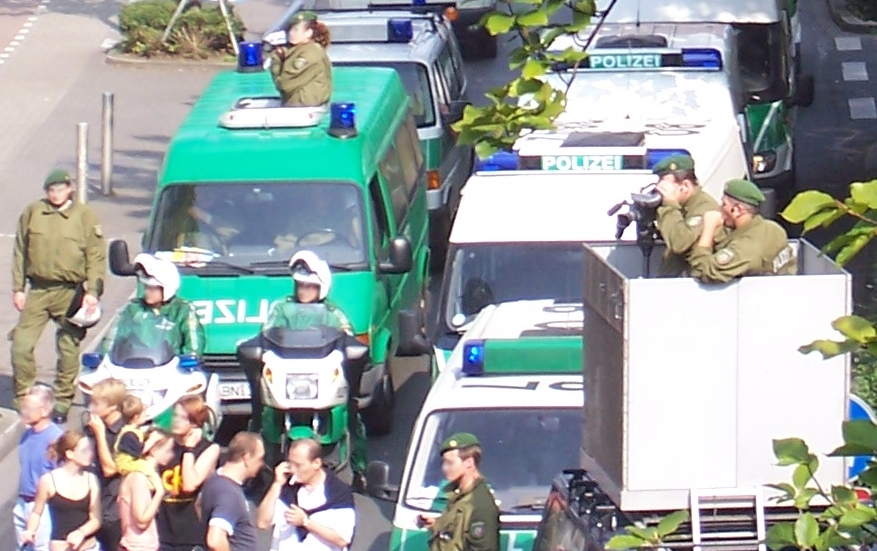
Polisiär videoövervakning av en demonstration i Dortmund, Tyskland, 2005, för att se till att maskeringsförbudet efterlevs

Maskeringsförbud, förbud mot maskering, framförallt vid demonstrationer.

## Danmark
Danmarks parlament röstade i maj 2018 igenom en lag om maskeringsförbud, populärt kallat burkaförbud. Lagen som skall träda i kraft den första augusti 2018 gör det olagligt att täcka ansiktet på offentliga platser.

## Schweiz
Genom kantonal lagstiftning har maskeringsförbud införts vid demonstrationer och offentliga tillkännagivanden i Basel (1990), Zürich (1995), Bern (1999), Luzern (2004), Thurgau (2004) och Sankt Gallen (2009). Lagarna föreskriver böter eller fängelse för den som bryter mot detta förbud.

## Sverige
Enligt lagen om förbud mot maskering i vissa fall, gäller förbud för deltagare i demonstration att helt eller delvis täcka ansiktet på ett sätt som försvårar identifikation. Detta förbud gäller endast om det förekommer störningar av den allmänna ordningen vid demonstrationer, eller om det finns en omedelbar fara för sådana störningar. Förbudet gäller inte den som täcker ansiktet av religiösa skäl. Det gäller inte heller i den utsträckning deltagare (med stöd av 2 kap. 7 a § ordningslagen) fått tillstånd att helt eller delvis täcka ansiktet.

## Tyskland
I Tyskland råder jämlikt sedan 1985 maskeringsförbud vid demonstrationer enligt § 17a i möteslagen (Versammlungsgesetz). Brott mot förbudet medför, enligt § 27 stycke 2 respektive i § 29 (2) i denna lag, fängelse upp till ett år eller böter. 

## Österrike
I Österrike råder sedan 2002 maskeringsförbud vid demonstrationer enligt § 9 i möteslagen (Versammlungsgesetz). Brott mot förbudet behöver inte beivras om maskeringen inte hotar allmän ordning och säkerhet. Brott mot förbudet medför, enligt § 19a i samma lag, fängelse upp till sex månader, vid upprepade brott ett år, eller böter.